# Isidro Nozal Vega
Isidro Nozal Vega (Barakaldo, 18 de novembre de 1977) és un ciclista espanyol nascut a Biscaia però crescut a Guriezo (Cantàbria). Fou professional entre el 1999 i el 2009, any que fou suspès. Del seu palmarès destaca el segon lloc a la Volta a Espanya de 2003, en la qual també va guanyar dues etapes.
El 2006 es va veure implicat en l'Operació Port, sent identificat per la Guàrdia Civil com a client de la xarxa de dopatge liderada per Eufemiano Fuentes. El corredor no fou sancionat per la Justícia espanyola en no ser el dopatge un delicte a Espanya en aquell moment, i tampoc va rebre cap sanció en negar-se el jutge instructor del cas a facilitar als organismes esportius internacionals (AMA, UCI) les proves que demostrarien la seva implicació com a client de la xarxa de dopatge.
El 2009 va donar positiu amb CERA a la Volta a Portugal. L'UCI, un cop confirmada la contraanàlisi, va suspendre el ciclista amb dos anys, que com a conseqüència va comportar la seva retirada.

## Palmarès
- 1998
  - Vencedor d'una etapa de la Volta a Palència
- 2002
  - Vencedor d'una etapa de la Clàssica d'Alcobendas
  - Vencedor d'una etapa de la Volta a Burgos
- 2003
  - Vencedor de 2 etapes de la Volta a Espanya

### Resultats al Tour de França
- 2002. 38è de la classificació general
- 2003. 72è de la classificació general
- 2004. 73è de la classificació general

### Resultats al Giro d'Itàlia
- 2001. 68è de la classificació general

### Resultats a la Volta a Espanya
- 2003. 2n de la classificació general. Vencedor de 2 etapes
- 2004. 7è de la classificació general
- 2005. Abandona (10a etapa)